# 송편
송편(松䭏)은 한국 떡의 한 종류로 한국의 명절 추석을 대표하는 전통음식이다. 추석 때 햇곡식으로 빚는 명절떡이다.
멥쌀가루를 익반죽하여 알맞은 크기로 떼어 거기에 깨·팥·콩·녹두·밤 등의 소를 넣고 반달이나 조개 모양으로 빚어 솔잎을 깔고 찐 떡이다.
음력 팔월 15일 추석에는 햅쌀로 만든 송편으로 조상께 차례를 지낸다.
『동국세시기』에 따르면 송편은 정월 보름날 농가에서 만들었다는 기록이 나온다. 농가에서는 풍년을 기원하는 의미로 집집마다 장대에 곡식 이삭을 매달아 대문간에 세워뒀다가 중화절(中和節: 2월 1일)에 이것으로 송편을 만들어 노비에게 나이수대로 나눠준 풍속이 있었다고 전해진다. 그래서 이 때 송편은 나이떡이라고도 불렸다.

## 종류
가장 먼저 수확한 햅쌀로 빚은 '오려송편'은 차례상을 차릴 때나 산소에 바친다. 송편의 종류로는 색깔에 따라 흰송편·쑥송편·솔기송편 등이 있고, 속에 넣는 소에는 팥고물·깨고물·콩고물·밤·대추·꿀 등이 있다. 서울에서는 송편을 조개처럼 빚으며, 황해도·강원도 등지에서는 손가락 자국을 내어 크게 만든다.
최근에는 꽃모양, 호박모양 등의 창의적인 모양으로 만들기도 한다.

### 평안도 송편
평안도 송편은 골무 만하게 만든 서울 지방의 송편에 비하여 손바닥만한 크기로 만든 것이 특징이다.

## 갤러리

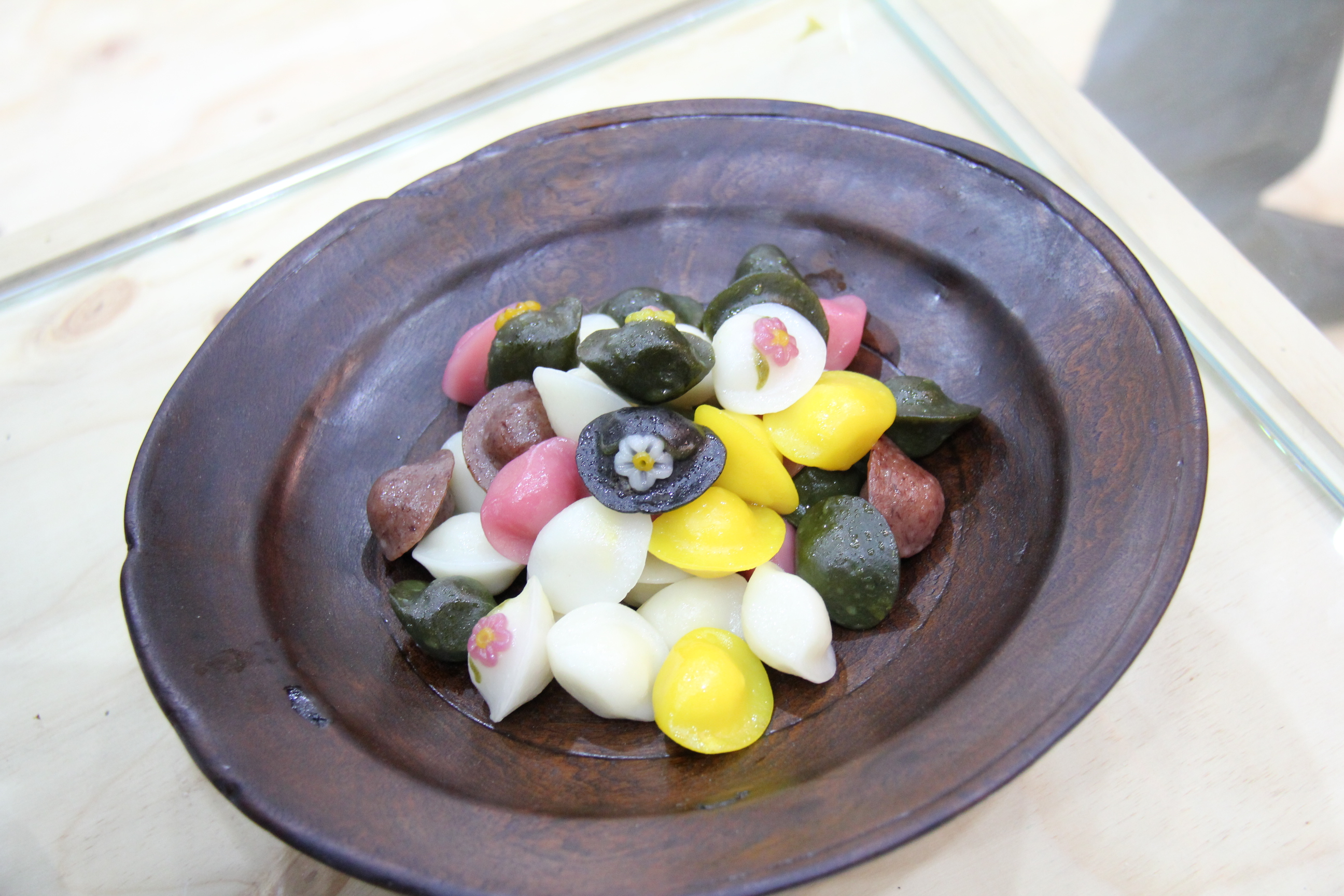
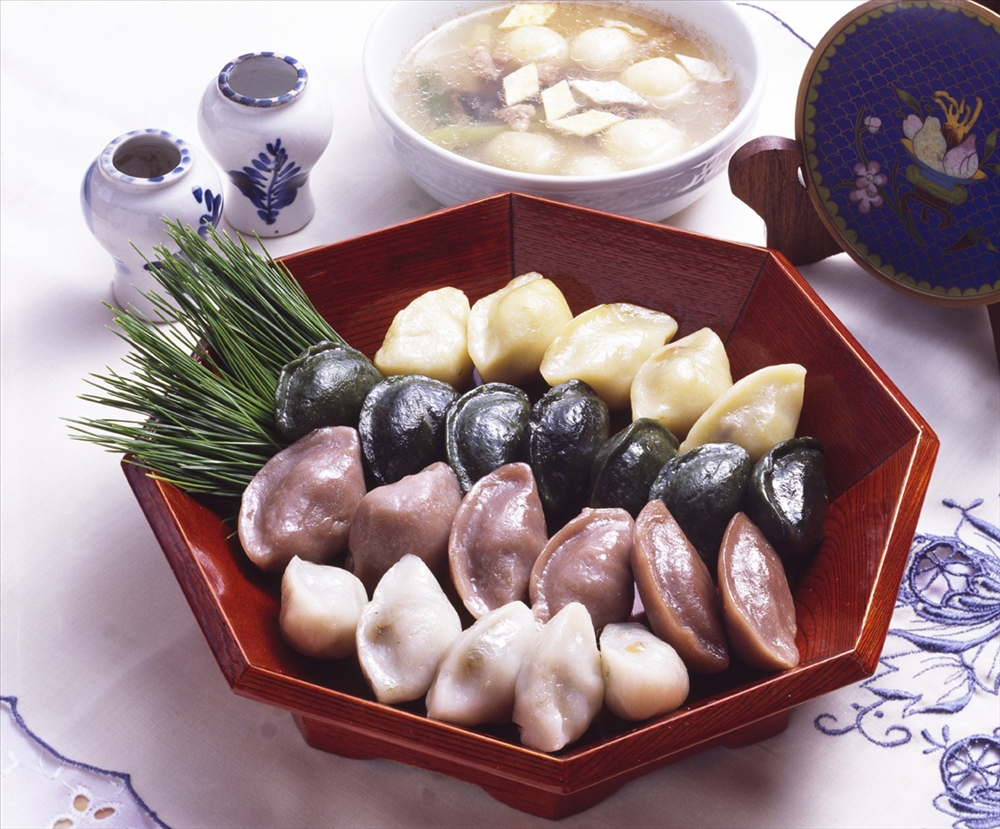
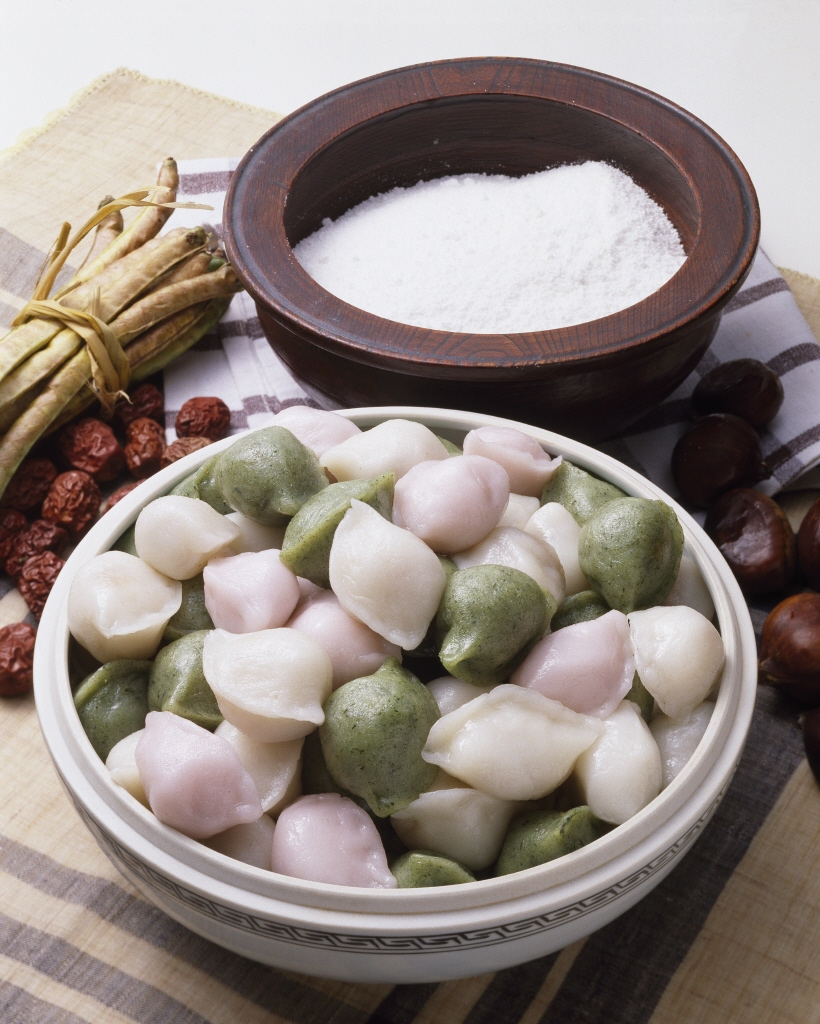
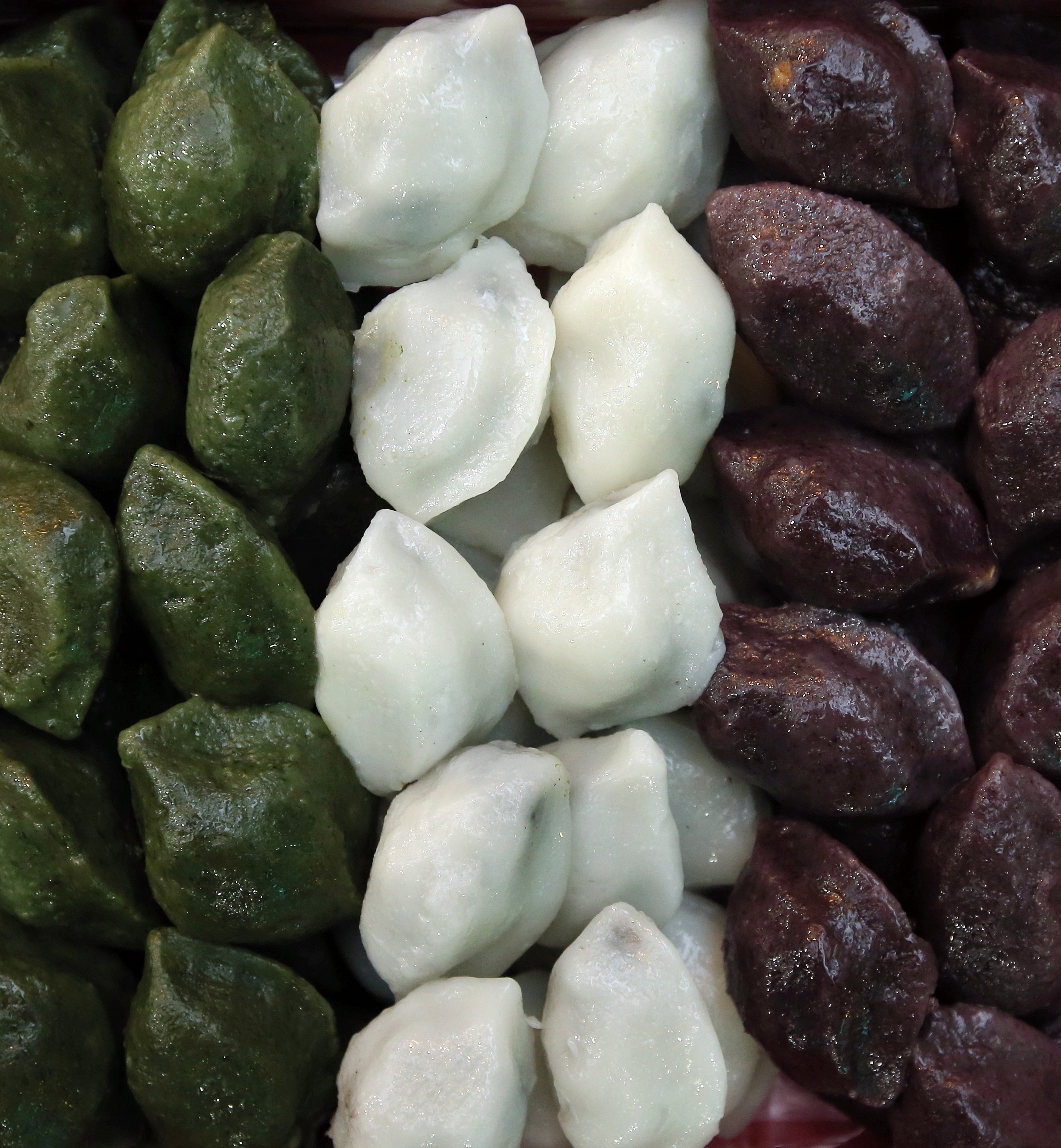
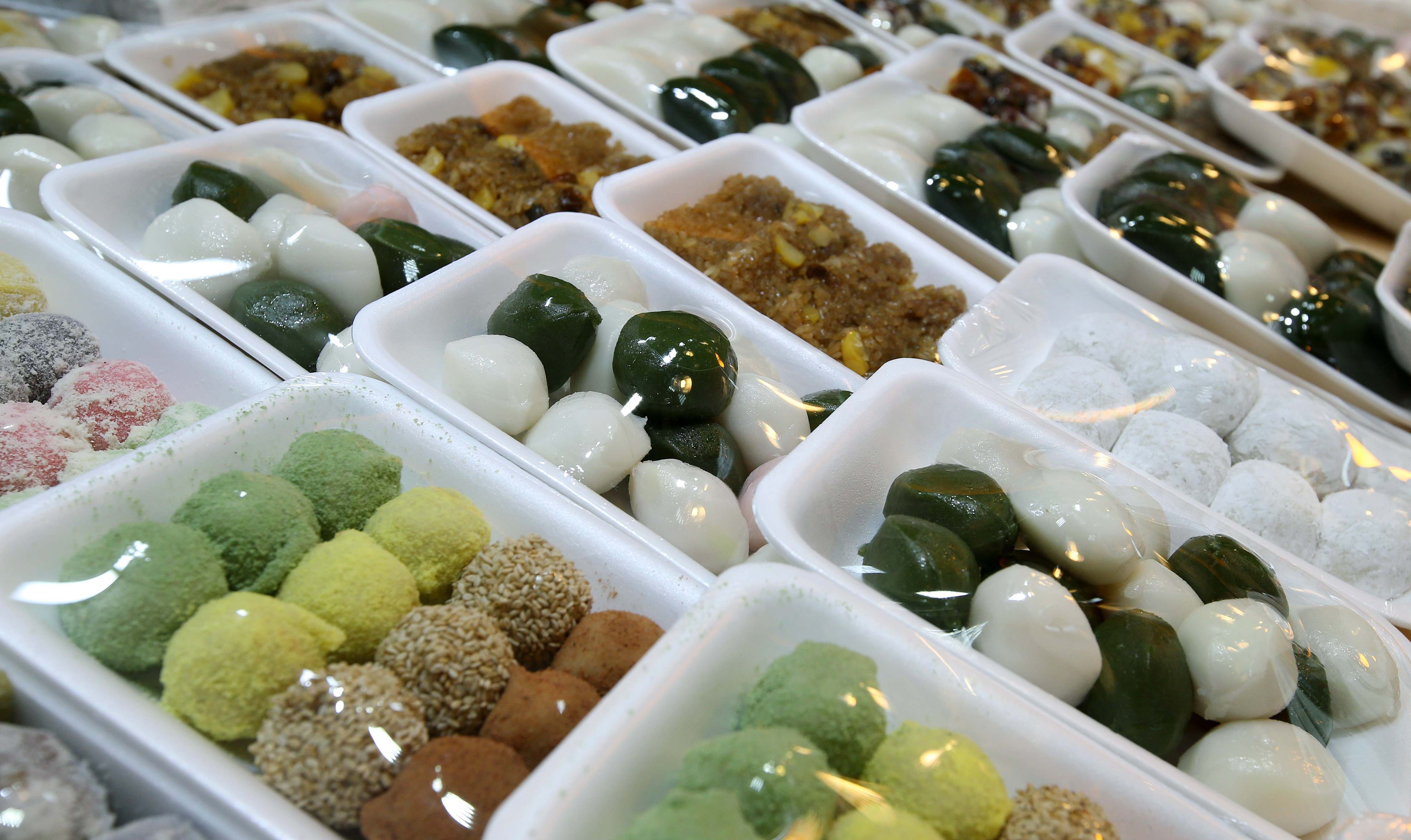
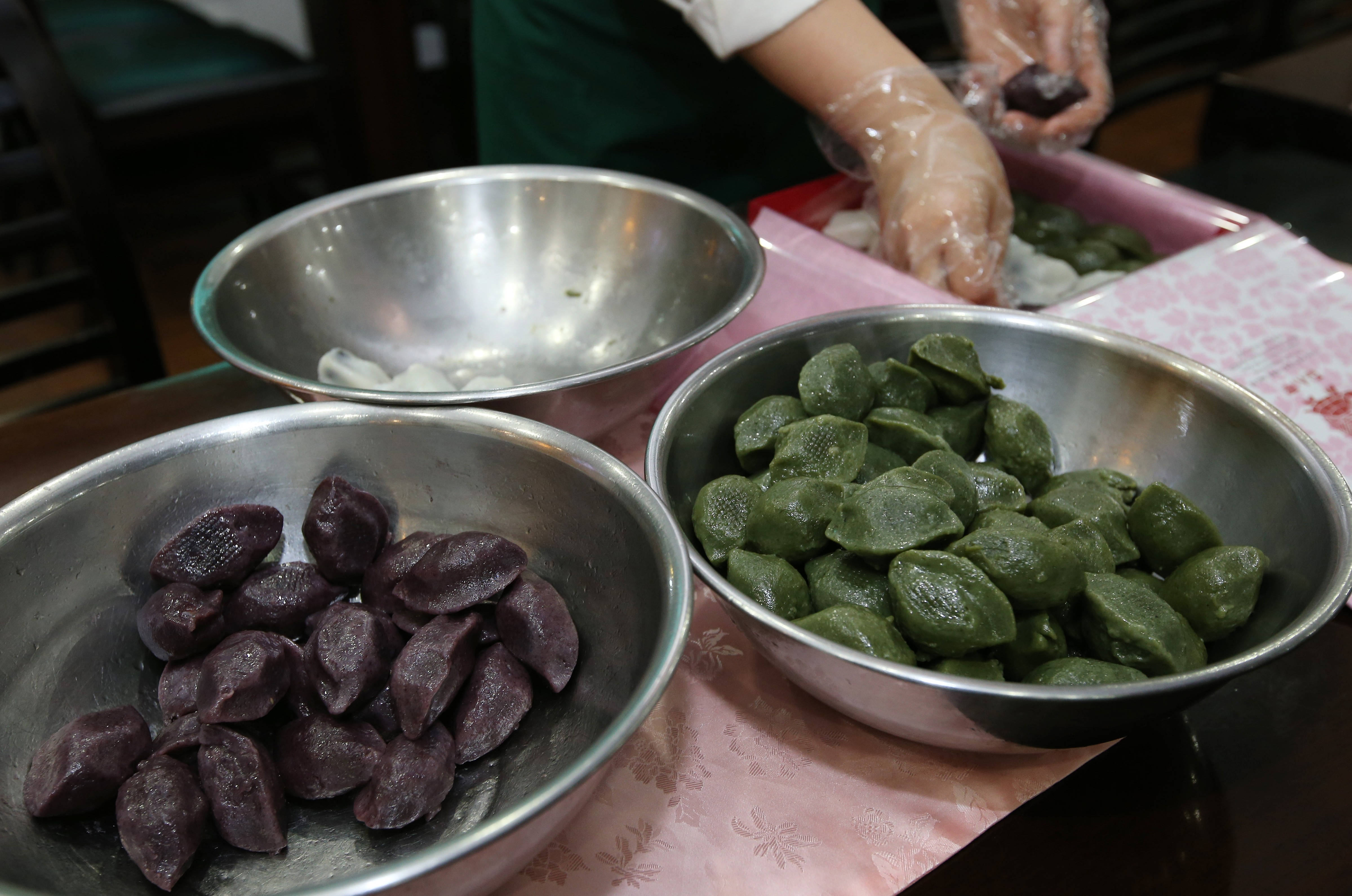
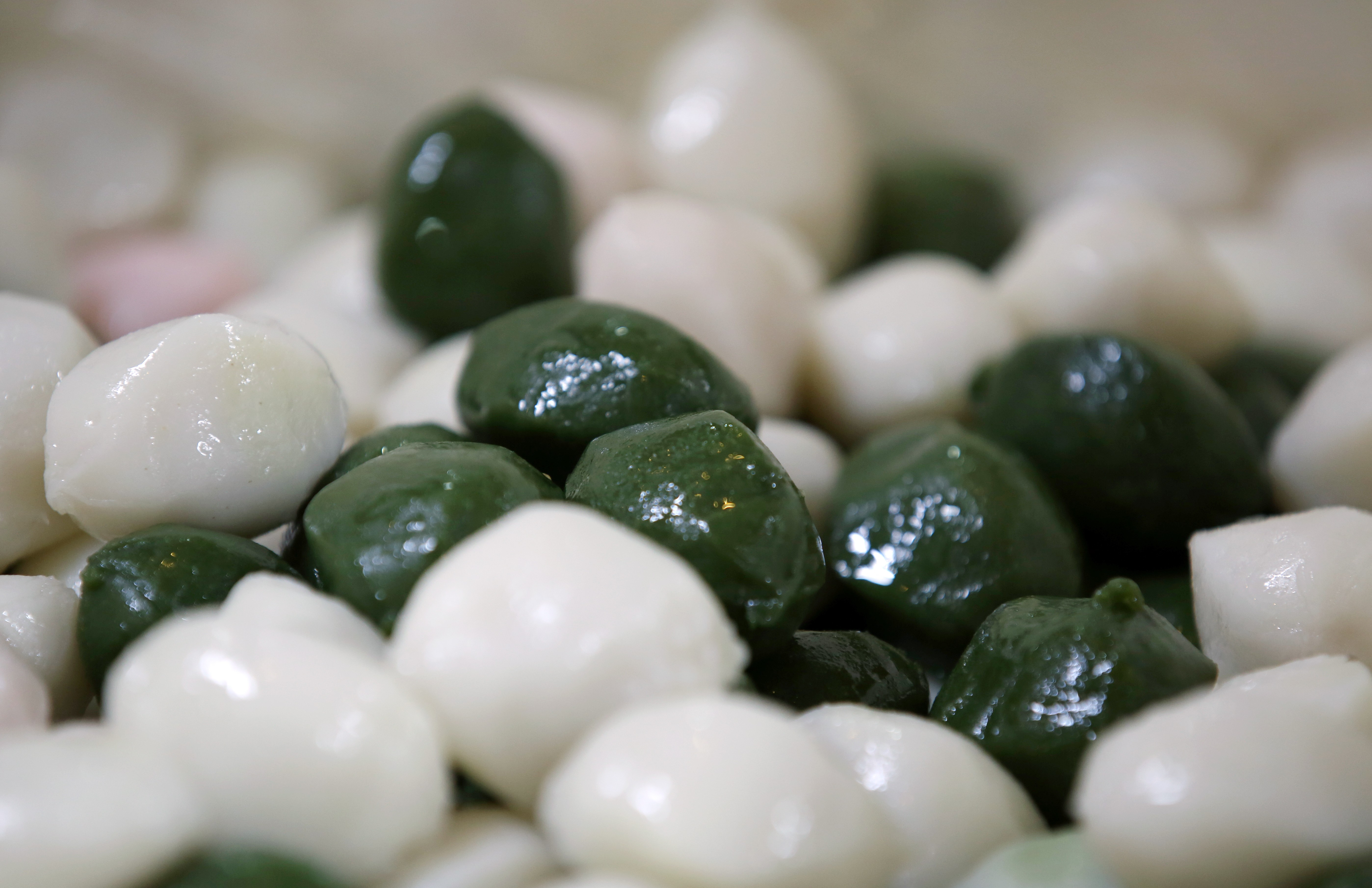
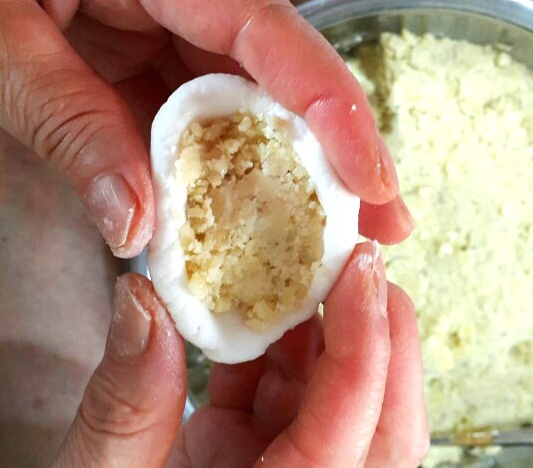
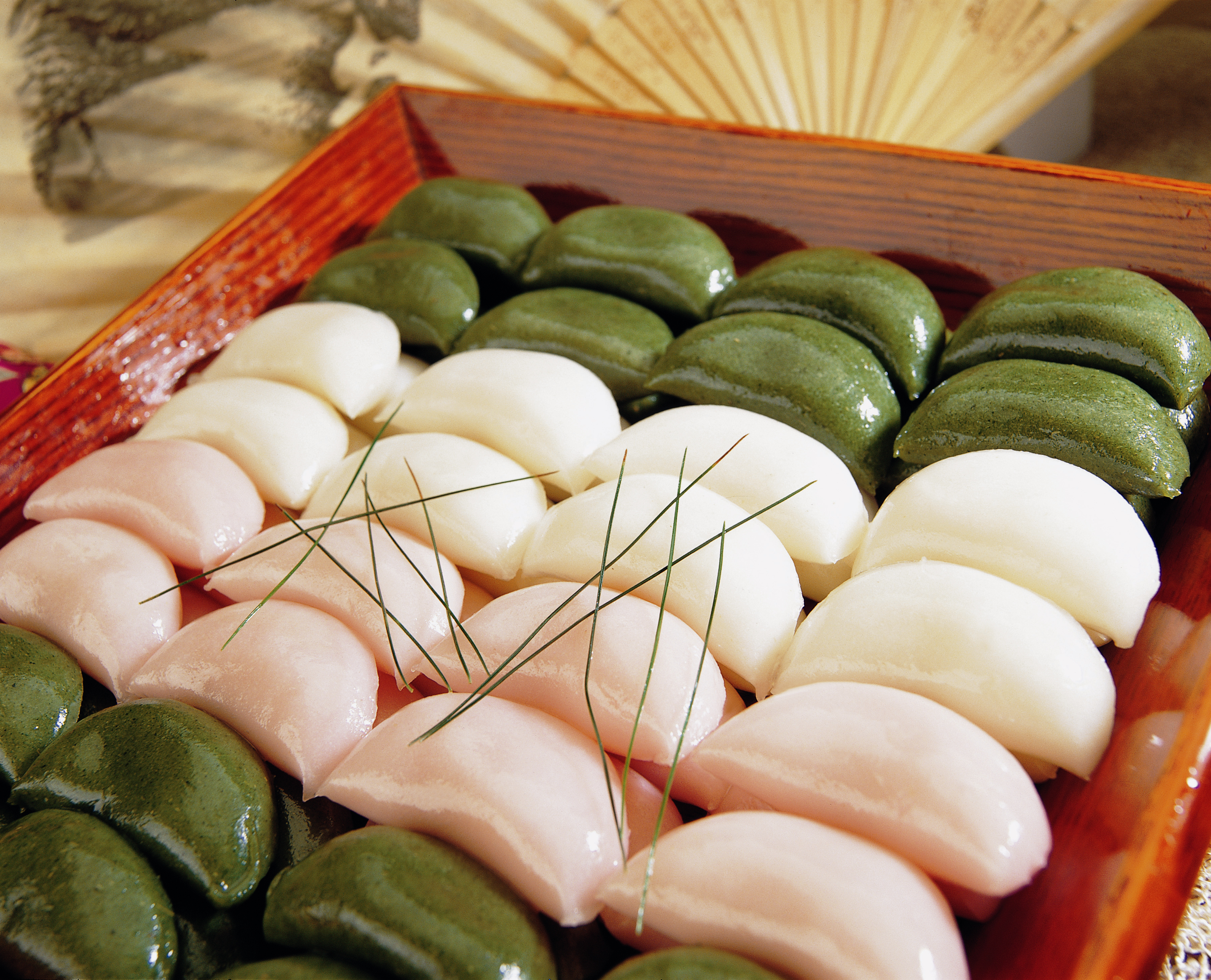
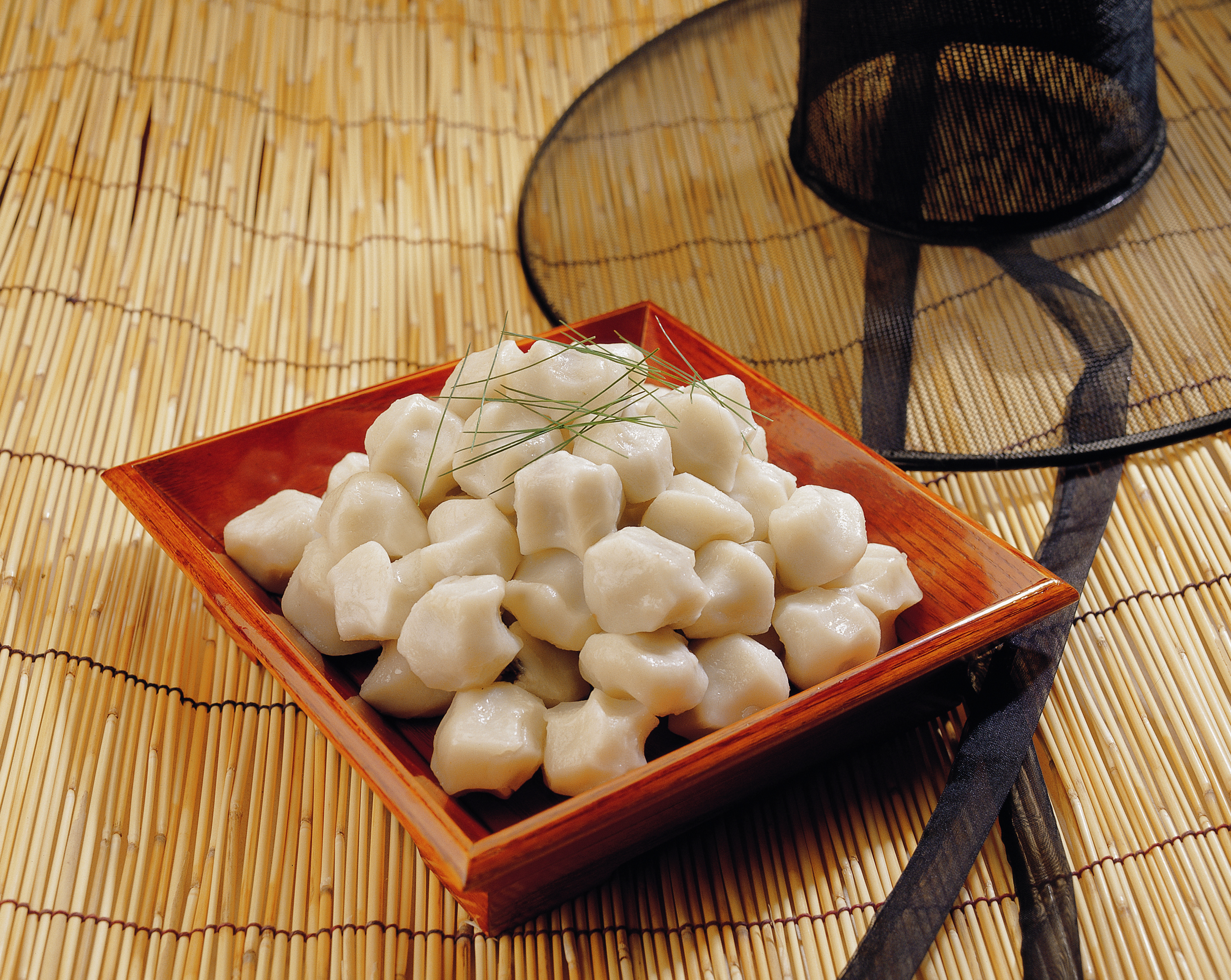
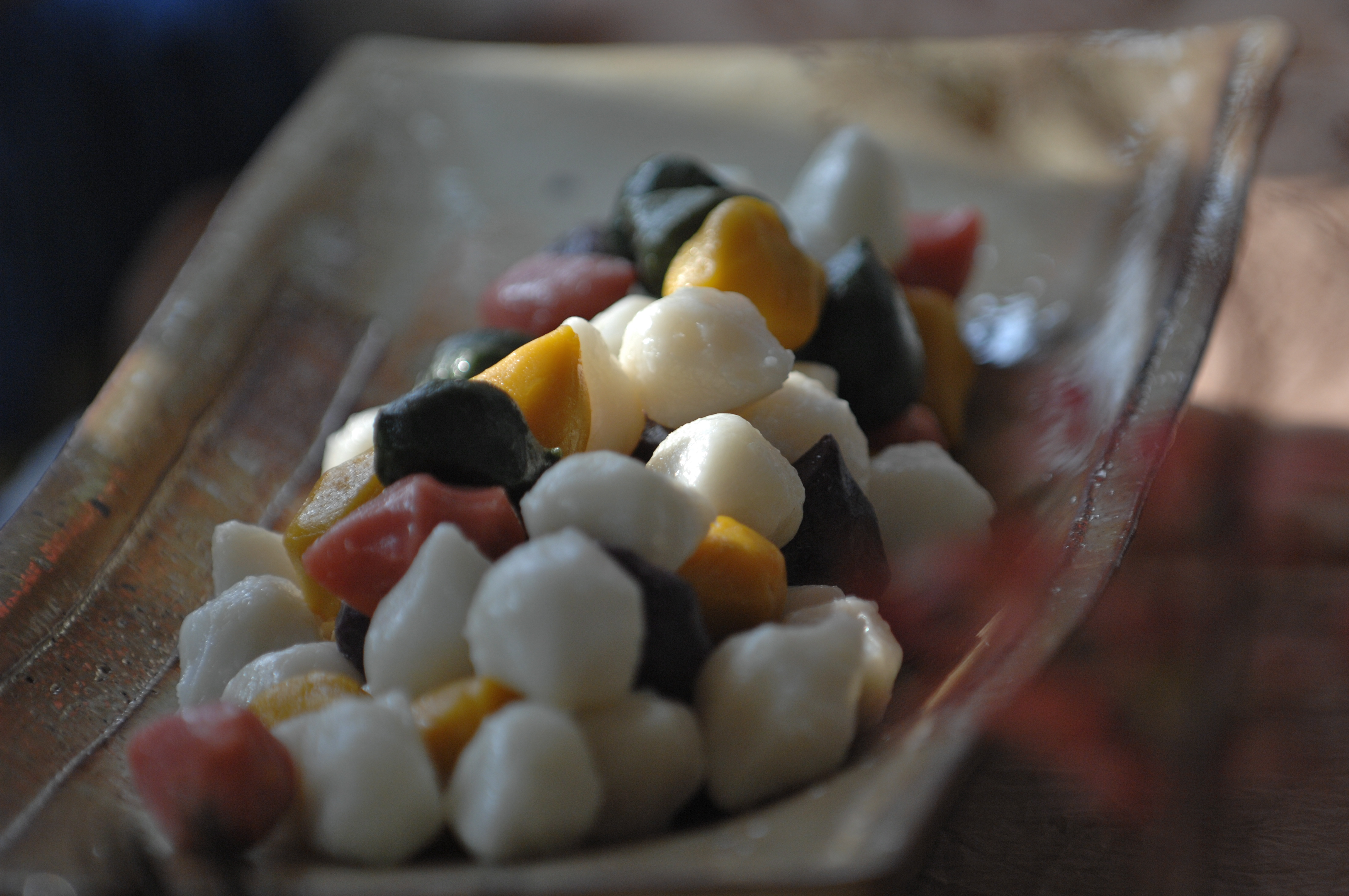
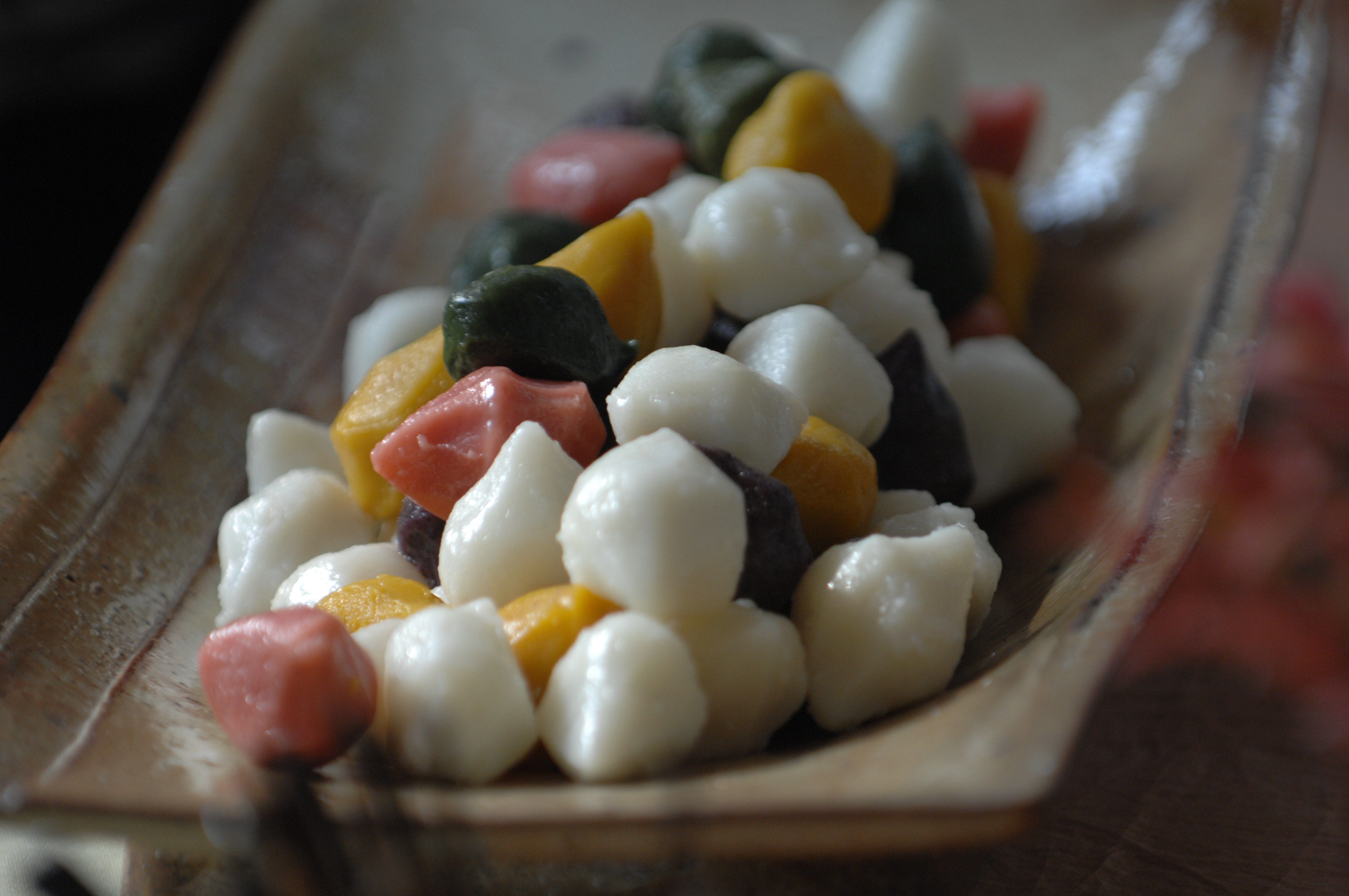
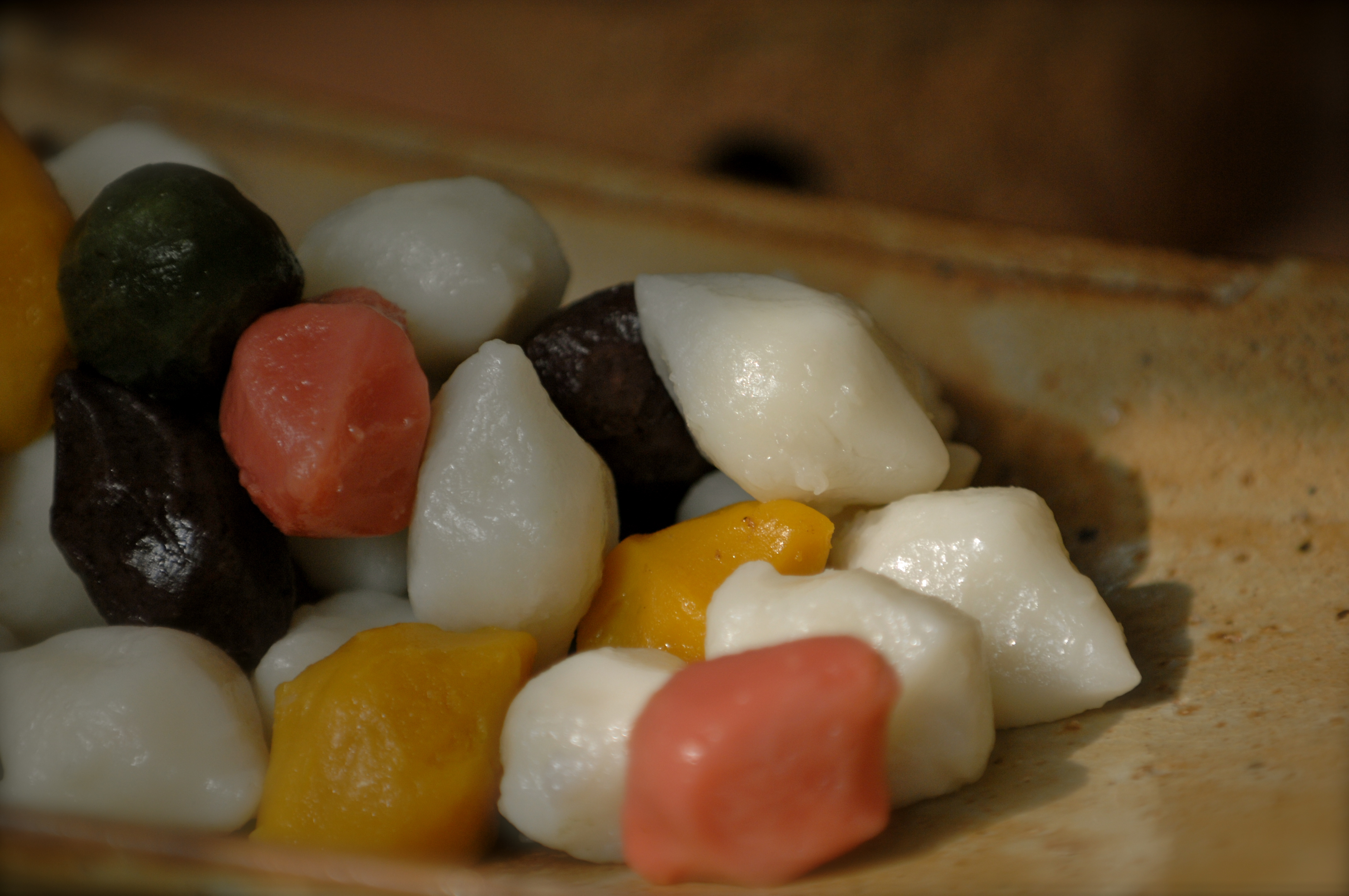

## 같이 보기
- 떡
- 한국 요리

## 참고 문헌
- 이 문서에는 다음커뮤니케이션(현 카카오)에서 GFDL 또는 CC-SA 라이선스로 배포한 글로벌 세계대백과사전의 내용을 기초로 작성된 글이 포함되어 있습니다.